# Association fraternelle Nouvelle Vie
L’Association fraternelle Nouvelle Vie (anglais : New Life Fellowship Association) est une association chrétienne évangélique d'églises charismatiques en Inde. Son siège est une megachurch à Mumbai, en Inde. En 2020, le dirigeant de l'église et de l'association est Shekhar Kallianpur. L'église de Mumbai aurait une assistance de 70 000 personnes.

## Histoire
New Life Fellowship a été fondée en 1964 à Pune par les missionnaires Graham et Pamela Truscott de New Life Fellowship Nouvelle-Zélande . En 1966, l’église s’est établie à Mumbai. Le pasteur Joseph a rejoint l'Église de Mumbai et a été ordonné pasteur chrétien. En 2025, l’église compterait 70,000 personnes .

## Croyances
L'association a une confession de foi charismatique , .